# 世尊寺行康
世尊寺 行康（せそんじ ゆきやす、応永19年（1412年） - 文明10年1月10日（1478年2月12日））は、室町時代の公家・書家。初名は伊忠、行高。従二位・世尊寺行豊の子。官位は正二位・参議。

## 経歴
宝徳4年（1452年）従三位に叙せられ公卿に列し、康正元年（1455年）侍従に任ぜられる。康正2年（1456年）正三位・参議に叙任されるが、康正3年（1457年）参議を辞す。長禄2年（1458年）伊忠から行高に改名する。長禄4年（1460年）侍従も辞するが、寛正6年（1465年）従二位に叙せられ、文明6年（1474年）正二位に至る。また、同年には行高から行康に改名している。
文明10年（1478年）正月10日薨去。享年67。行康が嗣子なく没したことから、清水谷実久が藤原行成以来の書道の家が絶えてしまうことを惜しんで、奏請して実子の行季に世尊寺家を継がせた

## 官歴
『諸家伝』による。
- 宝徳4年（1452年） 4月17日：従三位
- 康正元年（1455年） 日付不詳：侍従
- 康正2年（1456年） 4月9日：正三位。10月4日：参議
- 康正3年（1457年） 3月29日：兼出雲権守。日付不詳：辞参議
- 長禄2年（1458年） 日付不詳：伊忠から行高に改名
- 長禄4年（1460年） 12月：辞侍従
- 寛正6年（1465年） 正月5日：従二位
- 文明6年（1474年） 4月13日：正二位。日付不詳：行高から行康に改名
- 文明10年（1478年） 正月10日：薨去（前参議正二位）